# New Effington
New Effington est une municipalité américaine située dans le comté de Roberts, dans l'État du Dakota du Sud. Selon le recensement de 2010, elle compte 256 habitants. La municipalité s'étend sur 0,27 milles carrés (0,7 km2).
Fondée en 1913, la localité est nommée d'après la ville voisine d'Effington, qui n'existe plus.
Elle est située dans la réserve indienne de Lake Traverse.

## Démographie
| 1920 | 1930 | 1940 | 1950 | 1960 | 1970 |
| ---- | ---- | ---- | ---- | ---- | ---- |
| 305  | 337  | 344  | 367  | 280  | 258  |

| 1980 | 1990 | 2000 | 2010 | - | - |
| ---- | ---- | ---- | ---- | - | - |
| 261  | 219  | 233  | 256  | - | - |